# 모야모야병
모야모야병(일본어: もやもや病, Moyamoya disease)은 뇌혈관 중 내경동맥이 막혀 연기가 올라가는 듯한 모양으로 변형되어 뇌혈관이 수축, 혈전증으로 뇌혈류가 막히는 질병이다. 막힌 혈관 주변에 측부혈행(collateral circulation)이 생겨 막힌 혈류를 보완하긴 하지만, 측부 혈행은 작고 약하며 출혈, 동맥류, 혈전증이 일어나기 쉽다. 고전적인 자기공명혈관촬영(MR 혈관조영술)로 뇌를 촬영할 경우 이런 측부 혈행이 마치 담배 연기가 올라가는 모양과 비슷하다고 하여 일본어인 모야모야, 연기가 피어나는 의태어인 ‘모락모락’과 같은 말로 붙여졌다.
기본적으로 뇌혈관 촬영 사진에서 뚜렷한 뇌혈관이 보이지 않는 상태가 보일 경우 모야모야병으로 진단한다. 뇌동맥 수축과 측부 혈행이 동시에 보일 경우에도 모야모야병으로 진단한다. 일방적인 동맥 수축이 보이거나 여러 상황 중 하나가 존재하면 모야모야 증후군으로 진단한다. 보통 '담배 연기' 모양의 뇌혈류가 보일 경우 외과적 방법으로 치료한다.

## 원인
모야모야병의 사례 중 10%는 가족성으로 보통 특정 유전자의 돌연변이로 인해 발생한다. 모야모야병 2형 감수성(MYMY2; 607151)은 염색체 17q25의 유전자인 RNF213(613768)의 돌연변이로 인해 일어난다. 모야모야병 5형 감수성(MYMY5; 614042)은 10번 염색체 중 긴 팔 부분(10q23.3)에 있는 ACTA2 유전자(102620)의 변이로 일어난다. 이완불능증과 함께 일어나는 모야모야병 6형(MYMY6; 615750)은 4번 염색체의 긴 팔 부분(4q32)에 있는 GUCY1A3 유전자(139396)의 돌연변이로 인해 발생한다. 질환 유전자좌는 3번 염색체의 짧은 팔 부분(MYMY1)과 8번 염색체의 긴 팔 부분(8q23)(MYMY3; 608796)에 있다. 그 외에 모야모야병, 저신장증, 생식선 저하증, 안면 기형을 특징으로 하는 X 유전체 기반 열성 증후군도 존재한다. 이는 17번 염색체의 q25.3 유전자와도 연관되어 있다.
일본에서는 대략 10만명 당 0.35명 꼴로 병이 보고된다. 북아메리카에서는 주로 3-40대의 여성에게서 가장 많이 보고되지만 이외에도 유아나 아동기 시절에 증후군이 일어났다는 보고도 있다. 모야모야병을 앓는 여성들은 기본적으로 일과성 뇌허혈증이나 뇌출혈도 같이 발발해 오나 꼭 이런 증상들이 같이 동반하여 오는 것은 아니다. 하지만 이런 환자들은 뇌졸중 재발 확률이 높으며 일본의 환자와 비교했을 때 뚜렷한 기초 병리생리학적 임상 증상을 보인다.
모야모야병은 선천적으로도, 후천적으로도 일어날 수 있다. 다운 증후군, 겸형 적혈구 빈혈증, 제1형 신경섬유종증, 선천성 심장 질환, 섬유근성형성이상, 활성 단백질 C 저항성, 두부외상 등을 가진 환자들은 모야모야 증후군을 일으킬 가능성이 있다. 모야모야병은 보통 남성보다 여성에게서 잘 일어나며, 환자 중 1/3이 남성이며 나머지 2/3가 여성이다.

## 증상
모야모야병을 가진 환자는 보통 일과성 뇌허혈증(TIA), 허혈성/출혈성 뇌졸중, 발작 등의 증상을 보인다. 청소년기나 40대 중반에 병의 증상이 강하게 보인다.